# Marian Winkler
Marian Edward Winkler (pseud W. Clair, ur. 8 września 1857 lub 1859, zm. 20 maja 1912 w Warszawie) – polski aktor i reżyser teatralny, organizator ruchu teatralnego, tłumacz sztuk teatralnych.

## Wczesne lata
Wychował się w Paryżu jako syn emigranta politycznego. Uczył się w Szkole Narodowej Polskiej w Paryżu.

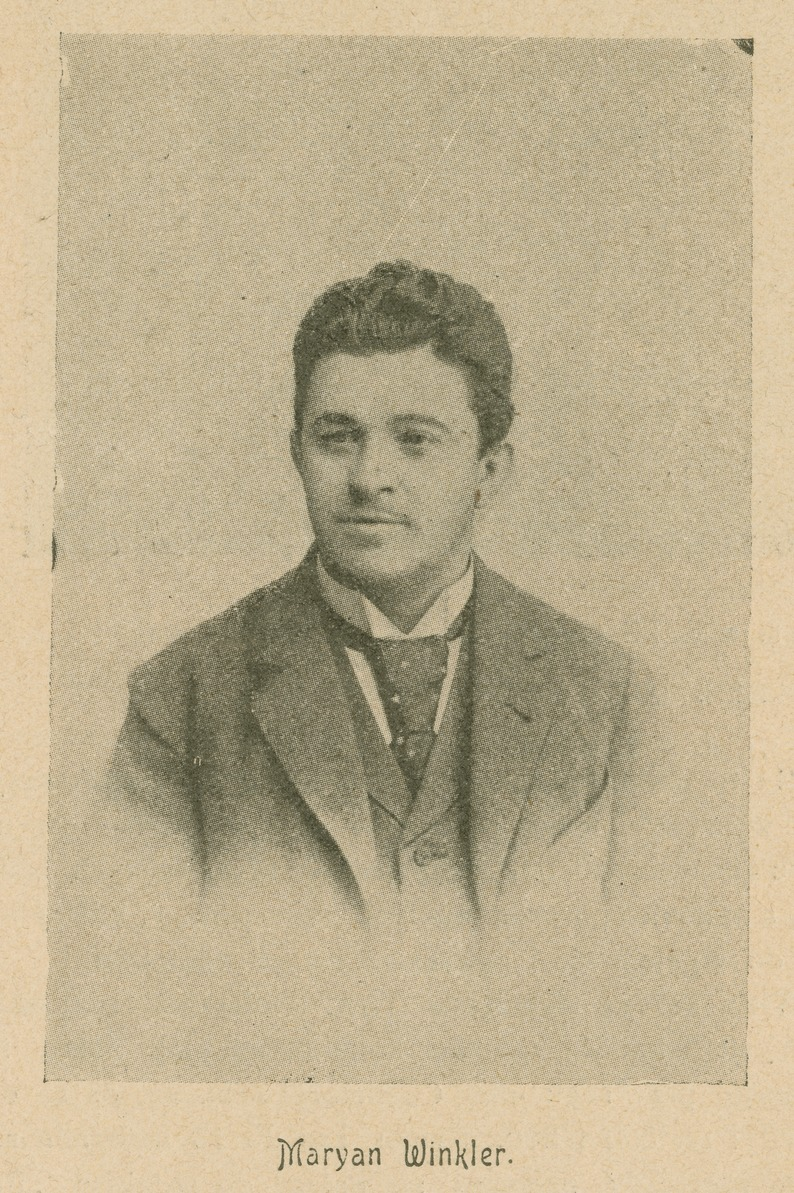
Marian Winkler

## Kariera teatralna
Występował w zespołach teatrów prowincjonalnych: Władysława Krzyżanowskiego (1877-1878), Anny Dudtow (1878), Władysława Gostyńskiego (1879), Józefa Głodowskiego (1879), Stanisława Brekera (1879), Pawła Ratajewicza (1879), Józefa Puchniewskiego (1880, 1882-1883), Emiliana Derynga (1880-1881) i Józefa Teksla (1882, 1884-1886, 1888), a także w warszawskich teatrach ogródkowych: "Belle Vue", "Nowy Świat" i "Wodewil". Przez krótkie okresy w 1881 oraz 1885 r. był zaangażowany w teatrze krakowskim. W 1884 r. debiutował w Warszawskich Teatrach Rządowych, ale nie został zaangażowany. W latach 1888–1900 był aktorem i reżyserem w teatrze łódzkim. W 1901 został zaangażowany do zespołu farsy Warszawskich Teatrów Rządowych, w którym również reżyserował. Opuścił scenę w 1906 r. Wystąpił m.in. w rolach: Mullera (Wujaszek Alfonsa), Ciaputkiewicza (Grube ryby), Cramptona (Kolega Crampton), Beneta (Pan Benet), Rageneau (Cyrano de Bergerac), Wydzierskiego (Ścigana), Jana (Popychadło), Fistułkiewicza (Lis w kurniku), Księcia Fontainebleau (Incognito) i Boba (Ciotka Karola). Role operetkowe m.in.: Celestyn (Nitouche) i Menelaus (Piękna Helena).

## Zarządzanie zespołami teatralnymi
W sezonie 1886/1887 wspólnie z Arturem Zawadzkim prowadził własny zespół teatralny, który dawał przedstawienia w Kielcach i Busku.

## Życie prywatne
Jego żoną była aktorka Marianna Ludwika Tesławska.